# Feneketlen mélység (film)
A Feneketlen mélység (eredeti cím: Desolation Sound) 2005-ben bemutatott kanadai filmdráma.
Magyarországi televíziós bemutatója 2008. február 18-án volt.[forrás?]

## Történet
Laurel tehetséges festőművész: férjével, a fotóriporter Michael-lel és kislányukkal, Margarettel egy csendes, kanadai kisvárosban élnek. Laurel ihlethiányban szenved, Margaret alva jár a tetőn és nem riad vissza a bolti lopástól sem. További problémát jelent Elizabeth, Laurel gyerekkori barátnőjének látogatása. Michael Alaszkába repül, a részeg Liz és Laurel közötti dulakodás pedig Liz halálához vezet. Laurel megpróbálja elfelejteni a történteket, de az árulkodó jelekre felfigyel a város seriffje, Doug is.

## Szereplők
| Színész          | Szerep          |
| ---------------- | --------------- |
| Hélène Joy       | Laurel Elliot   |
| Jennifer Beals   | Elizabeth Story |
| Ed Begley Jr.    | Doug Shepard    |
| Lothaire Bluteau | Benny           |
| Ian Tracey       | Michael Elliot  |
| Emily Hirst      | Margaret Elliot |
| Glynis Davies    | Kathy Shepard   |
| Haili Page       | Nicole Shepard  |
| Susan Bain       | Rachel          |
| Layne Black      | Officer Wright  |
| Jennifer LaPlaca | Camp Counsellor |